# Elvis Merzļikins

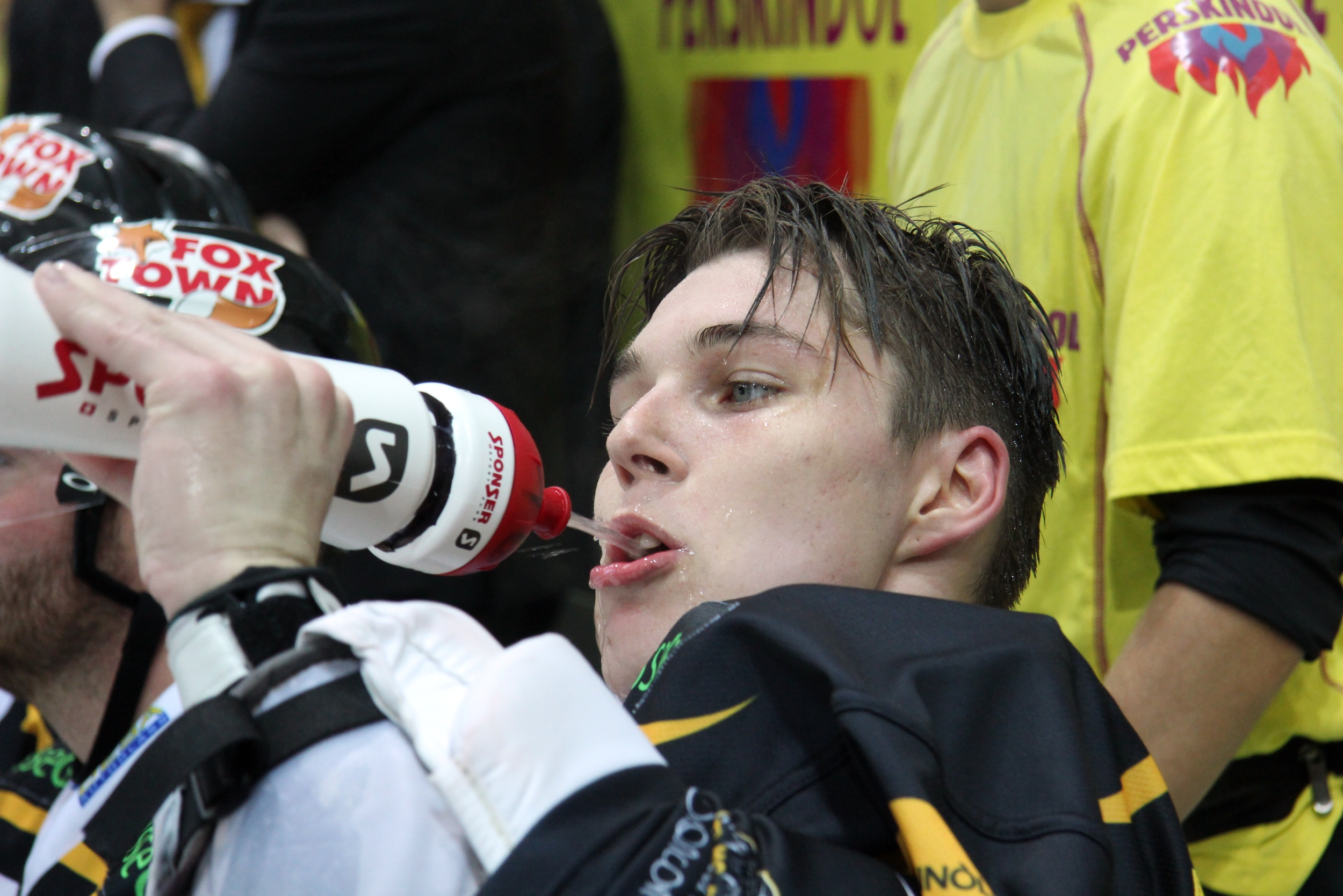
Elvis Merzļikins

Elvis Merzļikins (13 april 1994) is een Letse professionele ijshockeydoelman. Hij komt uit voor de Zwitserse club HC Lugano in de NLA. Hij werd in 2014 gekozen in de NHL entry draft door Columbus Blue Jackets. In 2016 en 2017 speelde hij met Letland op het WK ijshockey.